# Die sieben Schlüssel
Die sieben Schlüssel (englischer Originaltitel: Seven Keys) ist ein britischer Kriminalfilm aus dem Jahr 1962.

## Handlung
Der Gefängnisinsasse Russell erbt von dem verstorbenen Mitgefangenen Jefferson, der wegen einer Unterschlagung von 20.000 Pfund einsaß, einen Schlüsselbund mit sieben Schlüsseln. Zeitgleich stirbt auch Jeffersons Sohn Jim bei einem Autounfall, den er betrunken verursacht hat. Drei Monate später wird Russell freigelassen und will herausfinden, zu welchen Schlössern die Schlüssel gehören. Ein paar ehemalige Zellengenossen wollen sich ihm anschließen und die Beute mit ihm teilen, Russell lehnt dies jedoch ab. Durch alte Zeitungsartikel über den Prozess gegen Jefferson macht er dessen frühere Sekretärin Shirley Steele ausfindig, die ihm über einige der Schlüssel Auskunft geben kann: Einer gehört zu Jeffersons inzwischen weiterverkauftem Haus, einer zu seinem Schreibtisch, ein anderer zur Wohnung seines Sohnes Jim. In dieser Wohnung findet Russell ein Foto, das Jim zusammen mit dem bekannten Fotomedell Natalie Worth zeigt. Er sucht Natalie auf, die aber angibt, Jim nur flüchtig gekannt zu haben und nichts über das Geld zu wissen. Russell taucht immer wieder überraschend bei Shirley auf, um sie über den Fortgang seiner Recherchen zu informieren und sich bei ihr Rat zu holen. Da er keine Bleibe hat, lässt sie ihn in ihrer Wohnung übernachten, verhält sich aber sonst sehr reserviert, da sie glaubt, er wolle das Geld illegalerweise behalten.
Ein weiterer Schlüssel gehört zu Jeffersons Wagen. Dieser ist inzwischen auch weiterverkauft, doch Russell macht einen Automechaniker ausfindig, der den Wagen in Jeffersons Auftrag nach einem Unfall repariert und neu lackiert hat. Durch das Datum des Unfalls findet er mit Shirleys Hilfe heraus, dass Jefferson den Unfall nicht selbst verursacht haben kann. Im Zeitungsarchiv erfährt er, dass bei dem Unfall ein Fußgänger getötet wurde, und so kommt er auf die richtige Spur: Der Unfallfahrer war der notorisch rasende und trinkende Jim, und dessen Geliebte Natalie war die einzige Zeugin. Jefferson wollte seinen Sohn schützen und Natalie hat ihn erpresst, weswegen er die 20.000 Pfund unterschlagen und an sie weitergegeben hat. Ein Anhänger am Schlüsselbund bestätigt seine Theorie: ein kleiner kaputter Kompass, dessen Nadel immer auf Nordwest zeigt, also auf NW – Natalies Initialen.
Russell wird auf seinen Recherchen von seinen ehemaligen Zellengenossen verfolgt und beobachtet. Beim Verlassen des Zeitungsarchivs überrumpeln sie ihn und nehmen ihm mit vorgehaltener Waffe die Schlüssel ab, die aber, wie Russell nun weiß, nicht zum Geld führen.
Er konfrontiert jetzt Natalie mit seinem Wissen und erpresst sie. Sie stimmt zu, am nächsten Morgen mit ihm zur Bank zu gehen und 5.000 Pfund für ihn abzuheben. Dort greift die Polizei zu und nimmt Natalie fest. Erst jetzt wird Shirley klar, dass Russell die Polizei informiert hatte und das Geld gar nicht selbst behalten wollte – stattdessen will er mit ihr ein neues Leben beginnen.

## Produktion
Die sieben Schlüssel ist ein Film der Produktionsfirma Independent Artists und wurde 1961 in deren Studios in Beaconsfield in der Grafschaft Buckinghamshire gedreht. Er kam im Februar 1962 in die Kinos. Die deutsche Synchronfassung ist nur 45 Minuten lang und lief am 20. März 1964 im deutschen Fernsehen, am 29. August 1964 in Österreich.

## Synchronisation
| Rolle                | Darsteller       | Synchronsprecher         |
| -------------------- | ---------------- | ------------------------ |
| Frederick J. Russell | Alan Dobie       | Harry Wüstenhagen        |
| Gefängnisdirektor    | Anthony Nicholls | Harald Wolff             |
| Jim Jefferson        | John Lee         | Alexander Allerson       |
| Mrs. Piggott         | Fabia Drake      | Charlotte Scheier-Herold |
| Natalie Worth        | Delphi Lawrence  | Eva Pflug                |
| Norman               | John Carson      | Horst Sachtleben         |
| Polizeisergeant      | John Horsley     | Peter Oehme              |

## Rezeption
“This well-worn crime picture depicts an ex-convict who sets out to locate his dead cellmate's hidden cache. A tame entry directed by former WW II documentarian Jackson, whose later works failed to make any impact on audiences.”

„In diesem abgedroschenen Kriminalfilm geht es um einen Ex-Sträfling, der das versteckte Versteck seines toten Zellengenossen ausfindig machen will. Ein zahmer Beitrag unter der Regie des ehemaligen Dokumentarfilmers Jackson, dessen spätere Werke beim Publikum keinen Eindruck hinterlassen haben. (übersetzt mit DeepL)“

„Ohne logischen Bruch, leicht unterkühlt, also richtig temperiert, um die Handlung glaubhaft zu machen, lief der kleine Kriminalfilm ab. Knapp war der Darstellungsstil, knapp Dialog und Schnitt, der Story ansitzend wie ein tadellos geschneiderter Anzug. Lebendige Gesichter und eine angepasste Kamera hinterließen einen gut unterhaltenen, befriedigten Zuschauer“

„Freitags bringt die ARD nun immer einen Krimi, bisher billige Dutzendware, die man leicht vermissen könnte. Auch 'Die sieben Schlüssel' bildeten keine Ausnahme. Der Streifen strotzt vom wirren Anfang bis zum ach so süßen Ende von Unlogik und Unmöglichkeiten.“